# Ragnar Lodbrok
Ragnarr Lodbrok o Ragnarr "Calçons-peluts" fou un viking i rei semillegendari de Dinamarca, malson d'anglosaxons i francs (les terres dels quals va atacar i saquejar) i pare de cèlebres personatges com ara Ivar el Desossat —fruit de la seva relació amb Áslaug Sigurðardóttir ‘Kráka’—, Sigurðr ormr í Auga —fill seu i d'Áslaug—, Bjǫrn Járnsíða o Bjǫrn Costat-de-Ferro —també fill de Ragnarr i Áslaug—, Halfdan Ragnarsson i Ubba. Alguns escrits el fan pare de Hasting (qui viatjà amb Björn Ragnarsson) i avi de Gawain (Guillem), senyor de Troyes.

## Tradicions historicoliteràries
Darrere la figura de Ragnarr Calçons-peluts hi ha tradicions historicoliteràries diferents:
La tradició llatina escandinava, representada pel llibre IX de les Gesta Danorum del danès Saxo Grammaticus, el nom d'aquest rei semillegendari presenta la forma llatinitzada de Regnerus Lothbrog, fill de Siwardus Ringo.
La tradició llatina fràncica, representada pels Annales Bertiniani, els Annales Xantenses i els Miracula Sancti Germani in Nordmannorum adventu facta li donen el nom de Reginherus.
La tradició llatina normanda, representada pel cronista del segle xi Guillem de Jumièges, l'esmenta indirectament parlant del seu fill Bjǫrn, de qui diu que és Lotbroci regis filio (fill del rei Lotbroc).
La tradició norrena, representada per diferents obres, el coneix amb el nom de Ragnarr Lóðbrók, ço és, Ragnarr Calçons-peluts. La primera obra on surt esmentat és l' Íslendingabók de l'Ari fróði Þorgilsson (primera meitat del segle xii).
El malnom Calçons-peluts és explicat de manera idèntica per Saxo Grammaticus i per la Ragnars saga Lóðbrókar: Ragnarr es va posar uns calçons fets de pell amb pèl, impermeables i ignífugs, per a anar a matar un drac/ormr (saga) o dos dracs serpentiformes/angues, serpentes (Saxo). Saxo narra d'aquesta manera el combat amb els dos dracs serpentiformes i l'origen del malnom:
| « | Dan 9.4.5 [1] Interea rex Sueonum Herothus, silvas forte venatione complexus, repertas a comitibus angues filiae detulit nutriendas. [2] Illa paterno ocius obsecuta praecepto, vipereum genus virgineis manibus educare sustinuit; quin etiam curae habuit, ut integrum bovis cadaver earum quotidie satietati suppeteret, ignorans se privato pabulo publicam sustentare perniciem. [3] Quae cum adultae pestilentissimo halitu viciniam urerent, rex, inertis operae paenitens, potiturum filia, qui pestem amovisset, edixit. [4] Quo non minori fortitudinis quam libidinis incitamento frequens iuventus adducta periculosam inaniter operam erogabat. | » |

| « | Dan 9.4.6 [1] Cuius rei summam Regnerus ab intermeantibus expertus, laneum a nutrice sagulum villosaque admodum femoralia, quibus inflictos anguium morsus elideret, expetivit. [2] Nam ut munimenti gratia referto pilis cultu utendum credidit, ita agilitatis causa tractabilem sumpsit. [3] Cumque navigio Suetiam appulisset, incidente gelu, aquis de industria corpus iniecit humefactamque vestem, quo minus penetrabilis redderetur, brumae durandam praebuit. [4] Qua amictus salutatos comites ad fidem Fridlevo servandam hortatus, solus procedit ad regiam. [5] Qua visa, ensem lateri nectens, dextrae telum inserit amentatum. | » |

| « | Dan 9.4.7 [1] Procedenti inusitatae magnitudinis obvius allabitur serpens; huic alter, granditate par priorisque prolapsum insecutus, arrepsit. [2] Qui iuvenem modo caudae voluminibus quatere, modo pertinaci vomitu ac veneno conspuere certabant. [3] Interea aulici, tutiora complexi latibula, perinde ac paventes puellulae rem eminus inspectabant. [4] Ipse rex pari metu perterritus in angustum cum paucis conclave refugerat. [5] At Regnerus, gelati cultus duritie fretus, non armis modo, sed etiam amictu virulentos frustrabatur assultus, solusque duarum rictum pertinaci spiritu virus in se profundentium infatigabili congressione sustinuit. [6] Quippe morsus clipeo, venenum veste respuit. [7] Ad ultimum excussum manu telum strenue incessentium se beluarum corporibus adigit, eoque utriusque praecordia lacerans, felicem pugnae eventum habuit. | » |

| « | Dan 9.4.8 [1] Cuius cultum rex curiosius contemplatus, cum hirtum atque hispidum animadvertisset, praecipue tamen occiduae vestis horrorem maximeque incomptam braccarum speciem eludens, Lothbrog eum per ludibrium agnominavit. [2] Quem etiam ut ex laboribus recrearet, cum amicis epulaturum accersit. [3] Ille prius revisendos sibi, quos reliquerat, arbitros aiebat profectusque eosdem futurae epulationis gratia nitidius cultus adducit. [4] Ac demum, peracto convivio, praefixum victoriae pignus accepit. [5] Ex qua Rathbarthum Dunwatumque, egregiae indolis pignora, procreavit; iisdem Sywardus, Biornus, Agnerus Ivarusque natura fratres adiecti sunt. | » |

Per la seva banda, la Ragnars saga Loðbrókar ens conta l'origen del malnom d'aquesta manera:
| « | Hann lætr gera sér föt með undarligum hætti, þat eru loðbrækr ok loðkápa, ok nú er ger eru, þá lætr hann þau vella í biki. Síðan hirðir hann þau. | » |

Segons les fonts, Ragnarr va estar casat tres vegades: amb la valquíria Lathgertha, la noble Þóra Borgarhjǫrtr i la reina guerrera Áslaug Sigurðardóttir (o Brynhildardóttir), amb la qual s'emparentà amb els mítics Sigurd i Brunilda. Era parent del rei danès Guðrøðr -mort el 810- i fill del rei Sigurðr Hringr, i ell mateix fou rei, destacant en nombroses ràtzies i batalles fins que va ser capturat pel seu enemic, el rei Aella de Northúmbria -a les fonts escandinaves, Ella-, que el va matar llençant-lo a un pou ple d'escurçons o serps. Els seus fills el van venjar organitzant la conquesta vikinga d'Anglaterra al davant del Gran exèrcit pagà.
Ragnarr és el protagonista de diversos poemes i sagues, però si bé els seus fills són personatges històrics d'existència contrastada, el mateix Ragnarr sembla un rei llegendari que realment no va existir mai, sinó que és una amalgama d'altres herois i guerrers vikings.
Alguns d'aquests candidats que podrien haver originat la figura de Ragnar són:
- Rei Horik I, forma llatina: Hohricus, (rei de Dinamarca entre el 827 i el 854),
- Rei Reginfrid (mort el 814),
- Reginherus, el cabdill viquing que va liderar el Setge de París del 845. El nom és una llatinització de la forma escandinava Ragnarr.
- Ragnall dels Annals irlandesos

## Cultura popular
- A la pel·lícula The Vikings del 1958, Ragnar és interpretat per l'actor Ernest Borgnine, que és capturat i llençat a un cau de llops. El seu fill Einar (una variació de la figura històrica d'Ivar el Sense-ossos), interpretat per Kirk Douglas, conquereix Northumbria per venjar-lo.[9]
- A la sèrie de History Channel, Vikings, en Ragnar és interpretat per en Travis Fimmel, explicant la seva història des dels inicis.
- Ragnar és la mascota de l'equip de la NFL Minnesota Vikings.